# 제2차 고노에 내각
제2차 고노에 내각(第2次近衛内閣)은 공작, 귀족원의원, 전 내각총리대신 고노에 후미마로가 제38대 내각총리대신으로 임명되어, 1940년 7월 22일부터 1941년 7월 18일까지 존재한 일본의 내각이다.

## 재직 기간
- 1940년(쇼와 15년) 7월 22일 ~ 1941년(쇼와 16년) 7월 18일
- 재직 일수 : 362일